# Consciencia colectiva
La noción de consciencia colectiva se refiere a las creencias compartidas y a las actitudes morales, que funcionan como una fuerza unificadora dentro de la sociedad. Esta fuerza se encuentra separada y es, generalmente, dominante en comparación con la conciencia individual. Según esta teoría, una sociedad, una nación o un grupo constituyen una entidad que se comporta como un individuo global. Debe diferenciarse de la noción de inconsciente colectivo, que alude al conjunto de símbolos, arquetipos o imágenes primordiales en la sociedad humana que trascienden el tiempo.

## Aproximaciones al término

### Aporte de Durkheim
La expresión fue acuñada por el sociólogo Émile Durkheim (1858-1917) en varias de sus obras: Así, Durkheim sostiene que: 

El conjunto de creencias y sentimientos comunes al término medio de los miembros de una misma sociedad, forma un sistema determinado que tiene vida propia: podemos llamarlo conciencia colectiva o común. Es, pues, algo completamente distinto a las conciencias particulares aunque sólo se realice en los individuos.

En su libro De la division du travail social, Durkheim sostiene que en sociedades "tradicionales" o "más simples" (aquellas basadas en las relaciones familiares, tribales o entre clanes), la religión desempeña un rol importante al unir a sus miembros por medio de la creación de una conciencia común (conscience collective en francés original). En las sociedades de este tipo, los contenidos de la conciencia de un individuo son ampliamente compartidos en común con todos los otros miembros de su sociedad, creando una solidaridad mecánica a través la semejanza mutua. Entonces, la conciencia colectiva es mucho menos importante en una sociedad con solidaridad orgánica que en otra con solidaridad mecánica. Es más probable que los miembros de una sociedad moderna se mantengan unidos por la división del trabajo y la necesidad de que otros realicen ciertas funciones que mediante una conciencia colectiva poderosa.

### Aporte de Giddens
Anthony Giddens señala que la conciencia colectiva difiere en los dos tipos de sociedades en cuatro dimensiones:
- Volumen: se refiere a la cantidad de gente que comparte una misma conciencia colectiva.
- Intensidad: se refiere al grado en que la sienten.
- Rigidez: se refiere a su nivel de definición.
- Contenido: se refiere a la forma que adopta la conciencia colectiva en los dos tipos polares de sociedad.

En una sociedad caracterizada por la solidaridad mecánica, prácticamente la totalidad de sus miembros comparten la misma conciencia colectiva; ésta se percibe con gran intensidad, es extremadamente rígida, y su contenido suele ser de índole religiosa. En una sociedad de solidaridad orgánica, la conciencia colectiva es más reducida y la comparte una cantidad menor de individuos; se percibe con menor intensidad, no es muy rígida, y su contenido queda definido por el concepto de "individualismo moral".

### Aporte de McDougall
William McDougall escribió: "Cabe considerar la mente como un sistema organizado de fuerzas mentales o intencionales, y, en el sentido así definido, puede decirse con propiedad que toda sociedad humana posee una mente colectiva. Porque las acciones colectivas que constituyen la historia de tal sociedad están condicionadas por una organización únicamente descriptible en términos mentales, y que empero no está comprendida dentro de la mente de individuo alguno.
La sociedad hállase más bien constituida por un sistema de relaciones entre las mentes individuales, que son las unidades que la componen. Las acciones de la sociedad son, o pueden ser bajo ciertas circunstancias, muy diferentes de la mera suma de las acciones con las que sus diversos miembros podrían reaccionar frente a la situación en ausencia del sistema de relaciones que los convierte en una sociedad.
Dicho con otra palabras, en tanto piensa y obra como miembro de una sociedad, el pensamiento y la acción de cada hombre son muy distintos de su pensamiento y de su acción como individuo aislado".
"Consideremos más cerca qué implica esta proposición. Pero debemos señalar antes que si reconocemos la existencia de mentes colectivas, el trabajo de la psicología social clasifícase bajo tres rótulos:
Primero: el estudio de los principios generales de la psicología colectiva, es decir, el estudio de los principios generales del pensamiento, del sentimiento y del accionar colectivo, en tanto son ejecutados por los hombres en grupos sociales.
Segundo: dados ya los principios generales de la psicología colectiva, resta establecer el estudio de las particularidades del comportamiento colectivo y de la vida mental de determinadas sociedades.
Tercero: frente a la vida mental de cualquier sociedad con sus miembros relacionados social y orgánicamente entre sí, la psicología social tiene que describir cómo cada nuevo miembro que se incorpora a la sociedad va moldeándose según las pautas tradicionales de pensar, sentir y hacer, hasta que deviene apto para desempeñar su papel como miembro de la misma y su influencia contribuye a la vida mental colectiva".

### Aportes de otros sociólogos y psicólogos
La noción fue retomada por otros sociólogos y psicólogos como Maurice Halbwachs en 1939. En su libro La psychologie des foules (1895), Gustave Le Bon define a la muchedumbre con estos términos: « Una reunión de individuos de cualquier nacionalidad, profesión o sexo, cualquiera sea también el azar que los haya reunido ». Le Bon sostiene que cuando estos individuos se reúnen, « se forma un alma colectiva, sin duda transitoria, pero que presenta características muy evidentes. La colectividad se convierte entonces de aquello que, a falta de una expresión mejor, llamaría una muchedumbre organizada o, si se prefiere, una muchedumbre psicológica. Ella forma un solo ser y se encuentra sometida a la ley de la unidad mental de la muchedumbre. »

## Críticas
La expresión de un "alma de la muchedumbre" ha sido criticada por Sigmund Freud quien en su libro Psicología de las masas y análisis del yo (Massenpsychologie und Ich-Analysis, 1921), afirmó que el inconsciente era individual y que la formación de una muchedumbre podía explicarse por el psicoanálisis, sin distinguir a este de una psicología colectiva.
El teórico del derecho Hans Kelsen reiteró esta crítica, englobando la noción hegeliana del Volkgeist (Espíritu del pueblo) y dirigiéndose en particular a Durkheim al sostener que se trata de una hipóstasis de relaciones interindividuales.